# Верхнекудашево
Верхнекудашево (баш. Үрге Ҡоҙаш) — село в Татышлинском районе Башкортостана, административный центр Кудашевского сельсовета.

## Географическое положение
Расстояние до:
- районного центра (Верхние Татышлы): 13 км,
- ближайшей ж/д станции (Куеда): 37 км.

## Население
| 2002 | 2009 | 2010 |
| ---- | ---- | ---- |
| 913  | ↘749 | ↗789 |

Национальный состав
Согласно переписи 2002 года, преобладающая национальность — башкиры (100 %).

## Религия
В селе есть мечеть.

## Известные уроженцы
- Хайдаров, Амир Сулейманович (20 ноября 1911 — 25 ноября 1996) — помощник командира пулеметного взвода, гвардии старший сержант, Герой Советского Союза (1944)[5][6].